# Leopardus fasciatus
Il gatto di Muñoa (Leopardus fasciatus (Larrañaga, 1923)) è un piccolo felino sudamericano presente in Uruguay, lungo il confine meridionale dello stato brasiliano del Rio Grande do Sul e nella provincia argentina di Corrientes.

## Descrizione
È un felino piccolo e tarchiato, all'incirca delle dimensioni di un gatto domestico, con zampe relativamente corte, pelo lungo e coda breve e folta. Più grande e più chiaro del gatto del Pantanal, ha il mantello di un giallastro-bruno quasi uniforme, più giallo-arancio su dorso e fianchi, con macchie brune sui fianchi più evidenti che nel gatto del Pantanal e pelo molto più lungo. La linea mediana del dorso è più scura del colore di fondo, ma in alcuni casi è pressoché indistinguibile. La zona sotto il mento è bianca. Gli occhi sono bruno-giallastri. Il rinario rosa appare ben evidente. Le orecchie sono grandi e appuntite, con una fascia nera lungo il bordo antero-interno, di colore rossastro alla base e bianco-crema sul resto della superficie esterna. La gola è bianca, ma diviene aranciata oltre la prima striscia sulla gola e sul resto delle parti ventrali. Vi sono strisce sulle zampe e segni sul ventre di colore nero. I piedi sono neri solo sulla superficie palmare e plantare. La coda non è anellata ed è meno scura all'estremità di quella del gatto del Pantanal.

## Biologia
Vive nelle boscaglie e nelle steppe erbose (campos limpos e sujos), nelle savane aride (campos cerrados), nelle savane umide (pantanal) e nelle foreste decidue, tra i 140 e i 1240 m di altitudine. Predilige le campagne aperte con copertura arbustiva e il limitare delle paludi. Può essere presente anche nei pascoli e nei terreni agricoli, dimostrando una certa adattabilità agli ambienti antropizzati.
Questo predatore solitario si nutre di uccelli terricoli (tinami), piccoli mammiferi (come le cavie) e piccoli rettili, oltre che di sostanze vegetali e coleotteri. Le sue abitudini sono poco conosciute, ma sembra avere abitudini diurne e talvolta crepuscolari e solo in rari casi notturne. Conduce quasi la sua intera esistenza sul terreno. Dopo una gestazione di 80-85 giorni la femmina partorisce 1-3 piccoli. 

## Tassonomia
Il gatto di Muñoa venne descritto per la prima volta nel 1961 con il nome di Felis colocolo munoai, in onore dello zoologo uruguaiano Juan Ignacio Muñoa, e trattato come una sottospecie del gatto delle pampas. Recentemente, però, è emerso che esso era già stato riconosciuto come forma distinta dal gatto delle pampas (L. pajeros), con il nome di Felis fasciatus, dal naturalista Dámaso Antonio Larrañaga (1771-1848), i cui scritti furono pubblicati solamente nel 1923; pertanto, per il principio della priorità in voga nella nomenclatura scientifica, la specie è oggi nota come Leopardus fasciatus. La zoologa spagnola Rosa García-Perea, nel 1994, suddivise il gatto delle pampas in tre specie a sé e considerò L. munoai come sottospecie di L. braccatus. Tale classificazione venne adottata anche dal celebre testo di riferimento zoologico Mammal Species of the World. Tuttavia, su Handbook of the Mammals of the World, un'altra opera standard per gli specialisti del settore, il cui volume sull'ordine Carnivora venne pubblicato nel 2009, Leopardus munoai venne nuovamente classificato come una sottospecie del gatto delle pampas; anche il team di studiosi del Cat Specialist Group della IUCN considera L. munoai una sottospecie del gatto delle pampas, sebbene in una revisione della tassonomia dei felini pubblicata dallo stesso nel 2017 sia stato sottolineato che alcune sottospecie del gatto delle pampas potrebbero ricevere lo status di specie a sé a seguito di indagini future. In una revisione del gruppo dei gatti delle pampas pubblicata nel giugno 2020, il taxon è divenuto una specie a sé con il nome di L. munoai dopo la scoperta di cinque cladi distinti che differiscono tra loro per morfologia del cranio, colore del mantello e genoma, nonché per la distribuzione geografica. L. fasciatus rimase probabilmente separato da L. pajeros dal Río Paraná e da L. braccatus, sua specie sorella, dalle aree boschive del Brasile meridionale e sud-occidentale.